# 马科尔奈
马科尔奈（法語：Macornay，法語發音：[makɔʁnɛ]）是法国汝拉省的一个市镇，属于隆斯勒索涅区。

## 地理
马科尔奈（46°38'41"N, 5°32'29"E）面积4.6 平方千米，位于法国勃艮第-弗朗什-孔泰大區汝拉省，该省份为法国东部内陆省份，北起上索恩省，西北接科多尔省，西临索恩-卢瓦尔省，南至安省，东与杜省和瑞士接壤。
与马科尔奈接壤的市镇（或旧市镇、城区）包括：隆斯勒索涅、博尔奈、库尔布宗、热吕日、穆瓦龙、蒙泰居。

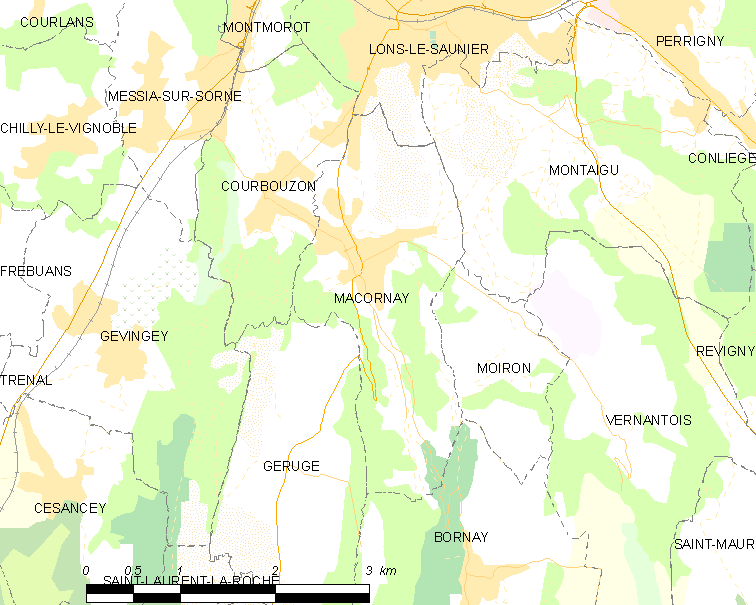
马科尔奈的OSM定位图

马科尔奈的时区为UTC+01:00、UTC+02:00（夏令时）。

## 行政
马科尔奈的邮政编码为39570，INSEE市镇编码为39306。

## 政治
马科尔奈所属的省级选区为隆斯勒索涅第二县。

## 人口

1962-2008年间马科尔奈人口变化图示

马科尔奈于2022年1月1日时的人口数量为1027人。